# Деревина

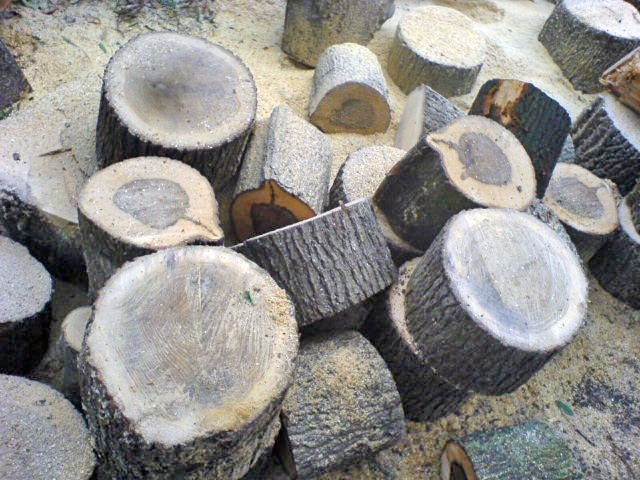
Ядрова деревина

Дереви́на, де́рево — анізотропний волокнистий матеріал для будівництва, отриманий з дерев.
Деревина, це природний матеріал рослинного походження. Він складається з рослинної тканини, яка утворює більшу частину стовбура деревних рослин. У рослині, деревина забезпечує провідність сирого соку від коренів до листя та міцну опору для дерева чи куща.
Стандарт (що визначає номенклатуру деревини) окреслює її як «набір вторинних стійких тканин (опорних, провідних і накопичувальних), які утворюють стовбури, гілки та коріння деревних рослин». 
Це один із найбільш цінних матеріалів за його механічні властивості, теплотворну здатність і як сировина для художнього виробництва, а також для багатьох галузей промисловості. Деревина має багато застосувань у будівництві та промисловості (паперова промисловість, хімічна промисловість тощо), а також як паливо. Деякі рослини (пальми, бамбук тощо) утворюють здерев’янілі тканини, але не з вторинного камбію: отже, це не деревина. 
Дисципліна, що вивчає деревину — деревинознавство, зібрання зразків деревини, у світі називається ксилотекою. Збирання деревини або пристрасть до цього матеріалу, називається ксилофілією.
Основна структурна одиниця деревини будь-яких порід — клітковина. Клітковина в початковій стадії розвитку має доволі еластичну і легкопроникну для води та водних розчинів оболонку. З віком міцність оболонки різко підвищується, а проникність знижується внаслідок перетворення її на високомолекулярні органічні з'єднання: целюлозу, геміцелюлозу і лігнін. Розрізняють клітини механічні (волокна ліброфома), провідневі (судини і трахеїди), запасаючі (паренхімні).

## Утворення деревини
Деревина є однією із складових частин судинно-волокнистого пучка і протиставляється зазвичай іншій складовій частині пучка, що походить з того ж прокамбію або камбію — лубу або флоеми. При утворенні судинно-волокнистих пучків з прокамбію спостерігаються 2 випадки: або всі прокамбіальні клітини перетворюються в елементи деревини і лубу — виходять так звані замкнуті пучки (вищі спорові, однодольні та деякі дводольні рослини), або ж на границі між деревиною і лубом залишається шар діяльної тканини — камбію і виходять пучки відкриті (дводольні і голонасінні рослини).
У першому випадку кількість деревини залишається сталою, і рослина не здатна збільшувати товщину, у другому, завдяки діяльності камбію, з кожним роком кількість деревини прибуває, і стовбур рослини помалу потовщується. В українських деревних порід деревина лежить ближче до центру (осі) дерева, а луб — ближче до периферії. У деяких інших рослин спостерігається інше взаємне розташування деревини і лубу.
До складу деревини входять вже відмерлі клітинні елементи з задерев'янілими, в основному товстими оболонками; луб же складений, навпаки, з елементів живих, з живої протоплазми, клітинного соку і тонкої незадеревілої оболонки. Хоча і в лубі трапляються мертві елементи, товстостінні і здерев'янілі, а в деревині, навпаки, живі, але від цього, загальне правило істотно не змінюється. Обидві частини судинно-волокнистого пучка відрізняються ще один від одного і за фізіологічною функцією: по деревині піднімається вгору з ґрунту до листя так званий сирий сік, тобто вода з розчиненими в ній речовинами, по лубу же спускається вниз утворений пластичний сік. Явища ж одеревіння клітинних оболонок обумовлюються просяканням целюлозної оболонки особливими речовинами, що об'єднуються зазвичай під загальною назвою лігнін.
Присутність лігніну й разом з тим одеревіння оболонки легко розпізнається за допомогою деяких властивостей. Завдяки дерев'янінню рослинні оболонки стають міцнішими, твердими і пружними; разом з тим попри легкій проникності для води вони втрачають в здатності вбирати воду і розбухати.
Розрізняють первинну деревину, що утворюється клітинами прокамбію, і вторинну деревину, що виникає внаслідок діяльності камбію. На поперечному розрізі стовбура деревних і кущових порід добре помітні річні кільця, які утворюються внаслідок періодичної діяльності камбію протягом року. У багатьох дерев, особливо в південних широтах, у деревини, крім світлої зовнішньої частини — заболоні, є ще внутрішня, темніша (ядро деревини), в клітинах якої відкладаються смоли, дубильні речовини, олії, камеді, ароматичні та барвні речовини тощо.
Зусиллями генної інженерії і селекціонерів в технології прискореного вирощування деревини для енергетичних і сировинних цілей досягнуті значні успіхи: середня продуктивність сосни в Бразилії станом на 2006 рік становить 28,5 м3 з 1 га в рік, евкаліпта — 119 м3. Для порівняння: інтенсивність росту деревини в російських лісах становить від 1,5 м3 з га в рік для хвойних і до 2,5-3,0 м3 для листяних порід.

## Хімічний склад

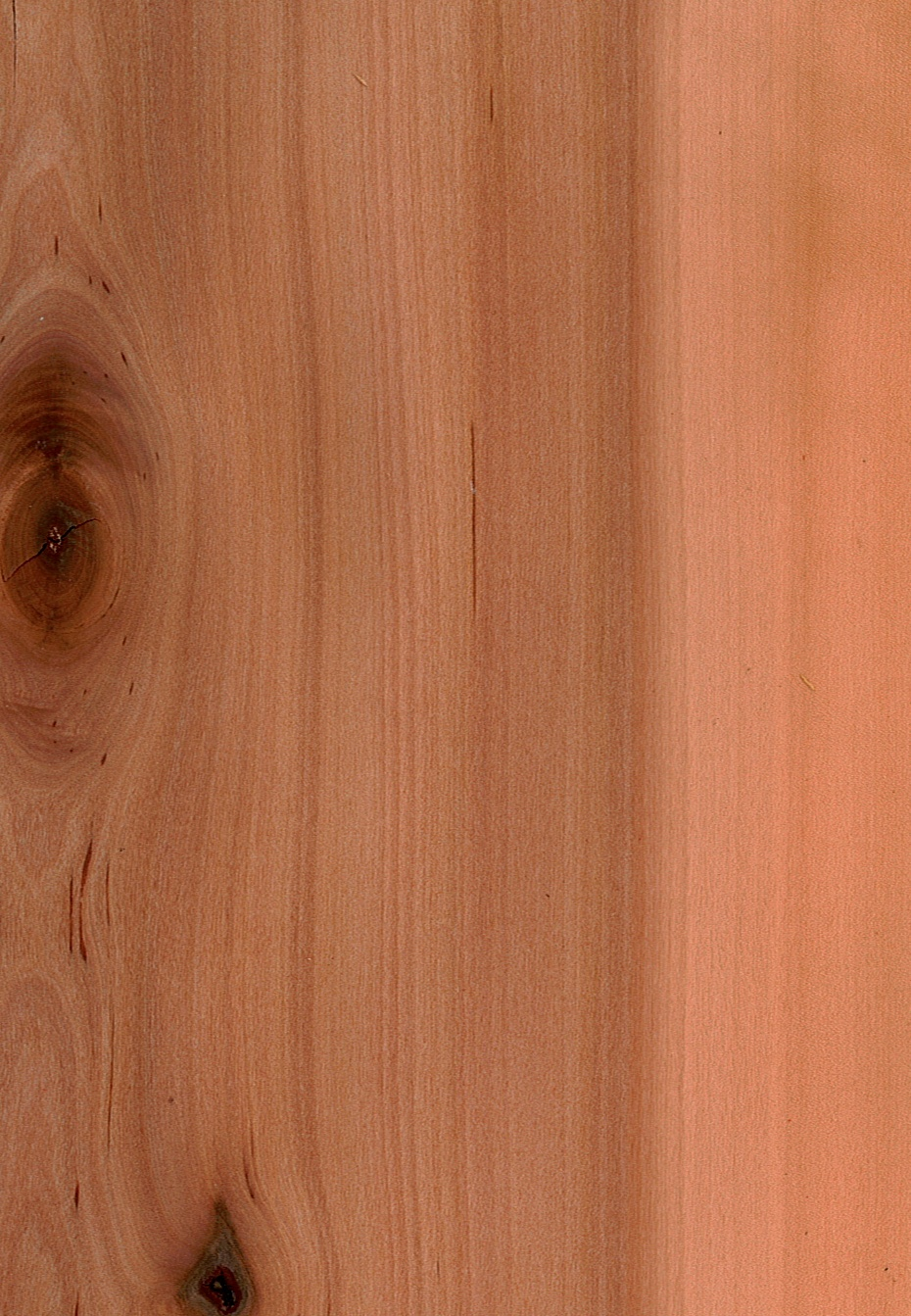
Поверхня деревини, показано декілька особливостей

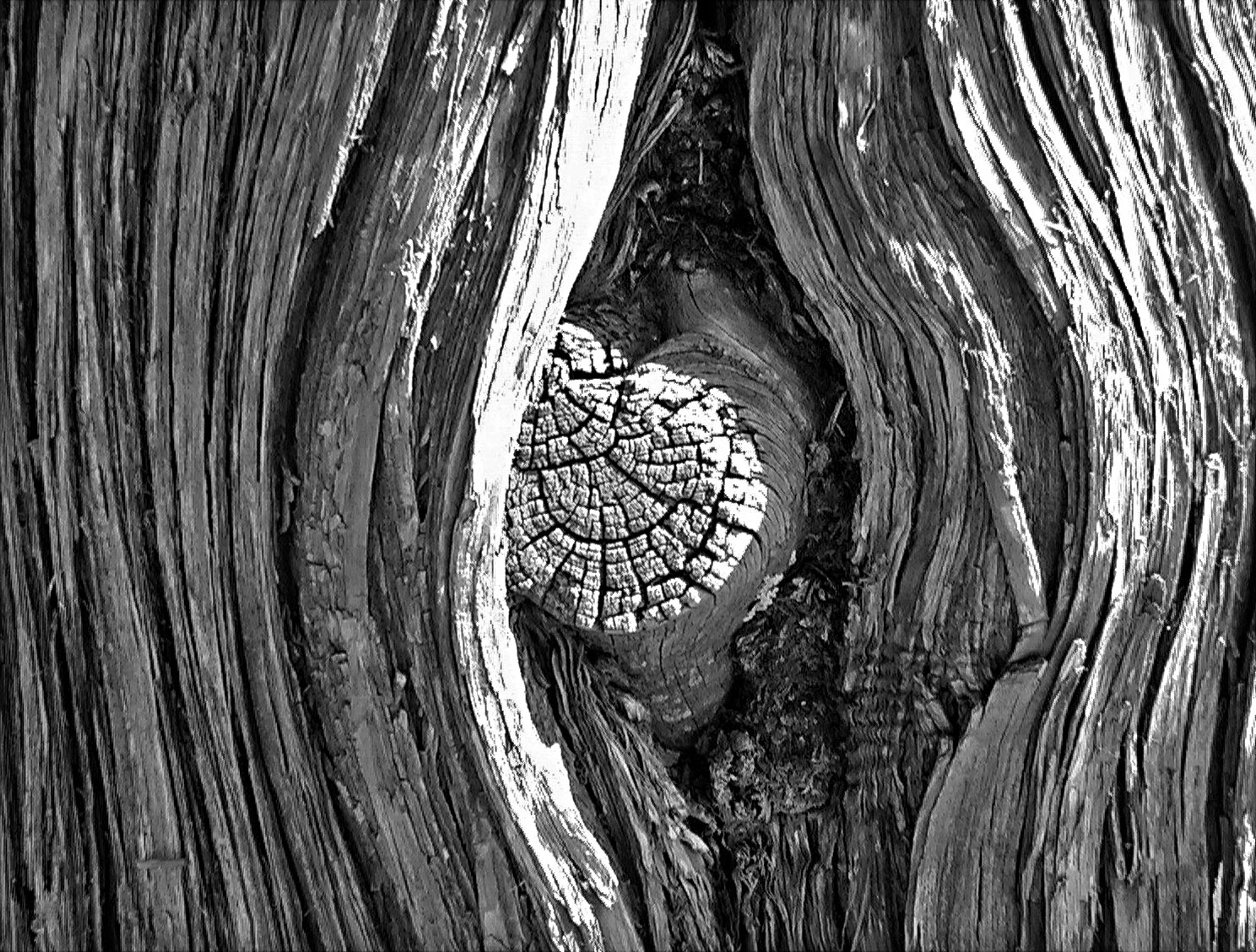
Сучок в дереві в публічному парку Сад Богів, Колорадо-Спрингс, США, жовтень 2006 р.

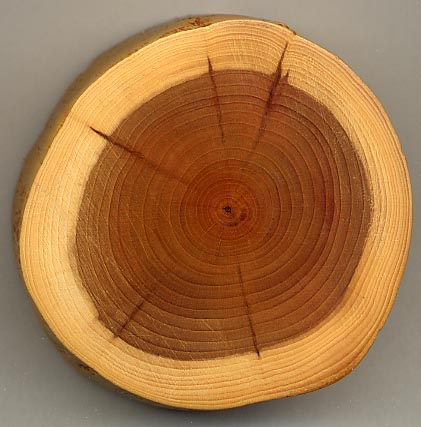
Поперечний зріз стовбура тиса ягідного із 27-ма річними кільцями. Заболонь світліша і розташована ближче до краю

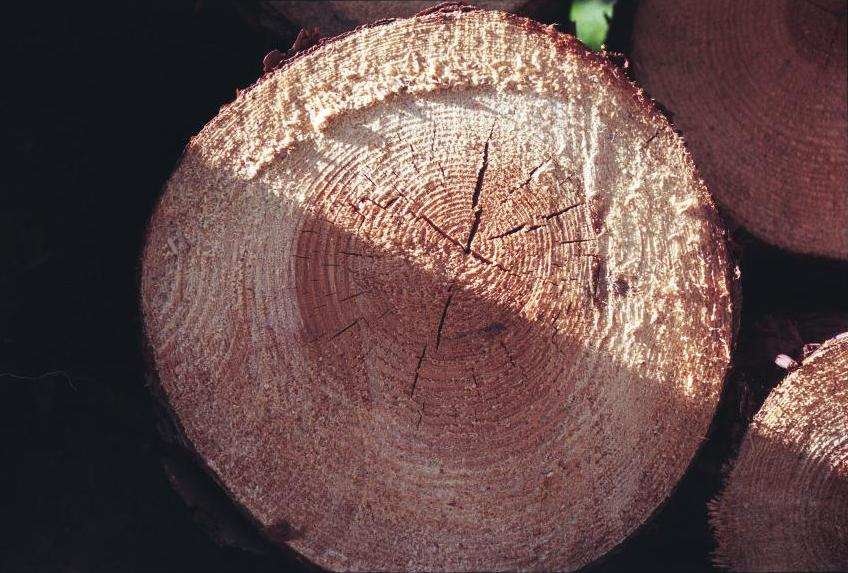
Поперечний переріз стовбура дерев, з виразними річними кільцями, а також ядром та заболонню

До складу деревини входить низка складних органічних сполук. Повний хімічний аналіз показує, що вона містить близько 50 % вуглецю, 6 % водню і 44 % кисню. Стінка клітини має сітчасту структуру із взаємопов'язаних ланцюгових молекул целюлози, наповнену іншими вуглеводнями (геміцелюлозами), а також лігніном і різними екстрактивними речовинами. Цементуючою міжклітинною речовиною є в основному пектати кальцію і магнію, а в клітинних порожнинах, особливо в деревині листяних порід, накопичуються смоли, камеді, жири, таніни, пігменти і мінеральні речовини. До складу деревини входить 45-60 % целюлози, 15-35 % лігніну і 15-25 % геміцелюлози. Кількість чужорідних, екстрактивних речовин значною мірою залежить від породи і є неоднаковим в заболоні і ядрі деревини. Вміст мінеральних речовин (зольність) деревини зазвичай значно менший за 1 %.
Деревина містить 5-25 % екстрактивних речовин.

## Властивості деревини
Для деревини основними й найважливішими є такі властивості.
- Механіко-технологічні: міцність, твердість, деформівність, питома в'язкість, експлуатаційні характеристики, технологічні характеристики, зносостійкість, здатність утримувати кріплення, гнучкість;
- Фізичні: зовнішній вигляд (текстура, блиск, колір), вологість (усушка, жолоблення, водопоглинання, гігроскопічність, щільність), теплові (теплопровідність, теплоємність), звукові (акустичний опір, звукопровідність), електричні (діелектричні властивості, електропровідність, електрична міцність);
- Хімічні властивості.

### Механіко-технологічні властивості
- Міцність деревини — здатність чинити опір руйнуванню під дією механічних навантажень. Розрізняють міцність на стиск і розтяг (за напрямками прикладення навантаження відносно волокон — поздовжню й поперечну) і статичний згин.
  - Міцність на розтяг деревини вздовж волокон у 2…3 рази більша за міцність на стиск й у 20…30 разів вища за міцність на розтяг впоперек волокон. Для окремих порід границя міцності на розтяг досягає 100…200 МПа. Питома міцність деревини на розтяг вздовж волокон порівняна з аналогічними показниками сталі й склопластиків. Проте ці властивості деревини реалізувати в конструкціях складно через наявність вад (сучки, тріщини тощо), які знижують її міцнісні властивості. Міцність на розтяг деревини хвойних порід мало залежить від вологості, для деревини листяних порід цей вплив є значнішим.
  - Міцність на стиск деревини визначають на зразках — призмах перерізом 20×20 мм та довжиною 30 мм уздовж і поперек волокон. Міцність деревини на стиск уздовж волокон у 4…6 разів більша від її міцності поперек волокон.
  - Міцність на статичний згин деревини перевищує міцність на стиск вздовж волокон, але менша за міцність на розтяг і становить для різних порід 50…100 МПа. Високі значення міцності на статичний згин дають змогу широко застосовувати деревину в конструкціях, які працюють на згин (балки, крокви, бруски, настили тощо).
- Твердість деревини — здатність деревини чинити опір впровадженню в неї твердішого тіла. Твердість деревини оцінюється за навантаженням, що потрібне для вдавлювання в поверхню зразка металевої кульки діаметром 0,444 дюйма (11,28 міліметра) на глибину 5,64 мм (площа відбитка становить 1 см²). Метод оцінки твердості деревини називається метод Янка. За твердістю по торцю деревину поділяють на три групи: м'яка з твердістю 35…50 МПа (сосна, ялина, ялиця, вільха); тверда — 50…100 МПа (дуб, граб, ясен, клен, каштан, береза); дуже тверда — понад 100 МПа (самшит, кизил).
- Зносостійкість деревини — здатність деревини опиратися зношуванню, тобто поступовому руйнуванню її поверхневих зон при терті. Зношування бічних поверхонь більше, ніж торцевих; зношування вологої деревини більше, ніж сухої.

### Фізичні властивості

#### Відношення до вологи
- Вологість деревини визначається точно так, як і будь-якого іншого матеріалу — це кількість води в одиниці об'єму або маси. Обчислюється вологість у такий спосіб: виміряється маса проби вологого матеріалу, потім обмірювана проба висушується в сушарці за температури 100—105 °С, потім відбувається повторне зважування, але вже сухого матеріалу. Різниця між масою вологого й сухого матеріалу саме й визначає кількість води, що втримується в зразку. Для того щоб розрахувати масову вологість необхідно скористатися нескладною математичною формулою: маса зразка до сушіння мінус маса зразка після сушіння, результат різниці розділити на масу зразка після сушіння й помножити на 100 відсотків. Результат і є вологість (масова) деревини у відсотках.
- Гігроскопічність деревини — властивість матеріалу поглинати вологу з навколишнього середовища. Дана властивість залежить від вологості деревини. Суха деревина має більшу гігроскопічність, ніж волога. Для зменшення гігроскопічності матеріал покривають олійними фарбами, емалями або різними лаками. Гігроскопічність прямо залежить від іншої властивості деревини — пористості. Розбухання деревини проявляється при знаходженні матеріалів за підвищеної вологості повітря протягом тривалого часу.
- Пористість деревини — відношення об'єму пор до загального об'єму деревини. Для деревини різних видів пористість має різне значення, але в середньому розбіг її значення становить 30-80 %.
- Усушка — зміна розмірів через втрату вологи деревиною в результаті сушіння. Усушка відбувається природно. Прямим наслідком усушки є утворення тріщин.
- Жолоблення відбувається в результаті нерівномірного сушіння деревини. Висихання деревини відбувається швидше в шарах, більш віддалених від серцевини, тому у випадку, якщо сушіння проводилося з порушенням технології, відбувається зміна форми деревини — вона жолобиться. Жолоблення під дією усушки різне по різних напрямках. Уздовж волокон воно незначне, і становить приблизно 0,1 %. Зміни розмірів поперек волокон більш значні й можуть становити 5-8 % від початкового. Крім того, жолоблення часто супроводжується появою тріщин у деревини, що помітно позначається на якості кінцевого продукту. Жолоблення й утворення тріщин можна уникнути при дотриманні технології сушіння й при використанні певних технологій під час складання виробів. Так, наприклад, у колодах на всю довжину матеріалу робляться поздовжні розвантажувальні пропили, які знімають внутрішні напруження, що утворюються при усушці.
- Розтріскування — результат нерівномірного висихання зовнішніх і внутрішніх шарів деревини. Процес випаровування вологи триває доти, поки вміст вологи у деревині не досягне певної межі (рівноважної), що залежить прямо від температури й вологості навколишнього повітря.

#### Теплові характеристики
- Теплопровідність. На відміну від інших будівельних матеріалів деревина є поганим провідником тепла. Це дозволяє використовувати її для теплоізоляції приміщень. Теплопровідність сухої деревини берези і сосни вздовж волокон становить відповідно 0,128 та 0,349 Вт/(м·К).
- Питома теплоємність є приблизно однаковою для усіх деревних порід — для сухої деревини 1,7…1,9 кДж/(кг·К) при 0…100°С.

#### Електричні властивості деревини
Електричні властивості деревини визначаються трьома показниками:
- Електропровідністю (питомою провідністю) — величиною зворотною питомому опору, залежить від вологості, породи дерева, температури і напряму проходження струму. Питомий опір потрібно враховувати при заготівлі деревини для стовпів зв'язку і ліній електропередач, при нанесенні лако-фарбових покриттів у електричному полі та при вимірюванні вологості деревини.
Електропровідність сухої деревини незначна, тому її можна застосовувати як ізоляційний матеріал.
Електричний опір деревини вздовж волокон у кілька разів менший, ніж упоперек волокон. Підвищення температури деревини призводить до зменшення її опору майже у 2 рази.
- Електричною міцністю — показником, що характеризується відношенням електричної напруги, за якої настає пробій матеріалу, до товщини матеріалу. Електричну міцність потрібно враховувати при оцінці електроізоляційних властивостей деревини.
- Діелектричними (ізоляційними) властивостями. Такі властивості деревини мають практичне значення при розрахунку процесів нагріву матеріалу в полі струмів високої частоти під час сушіння, під час склеювання та гнуття деревини. Вони оцінюються двома показниками:
  - діелектричною проникністю — відношенням ємності конденсатора з прокладкою з деревини до ємності того ж конденсатора з повітряним проміжком.
  - тангенсом кута діелектричних втрат — кутом між двома векторами струму, один з яких випереджає вектор напруги на кут 90°, якщо немає втрат, другий випереджає вектор напруги на кут менший, ніж 90° внаслідок діелектричних втрат у деревині.

#### Інші властивості

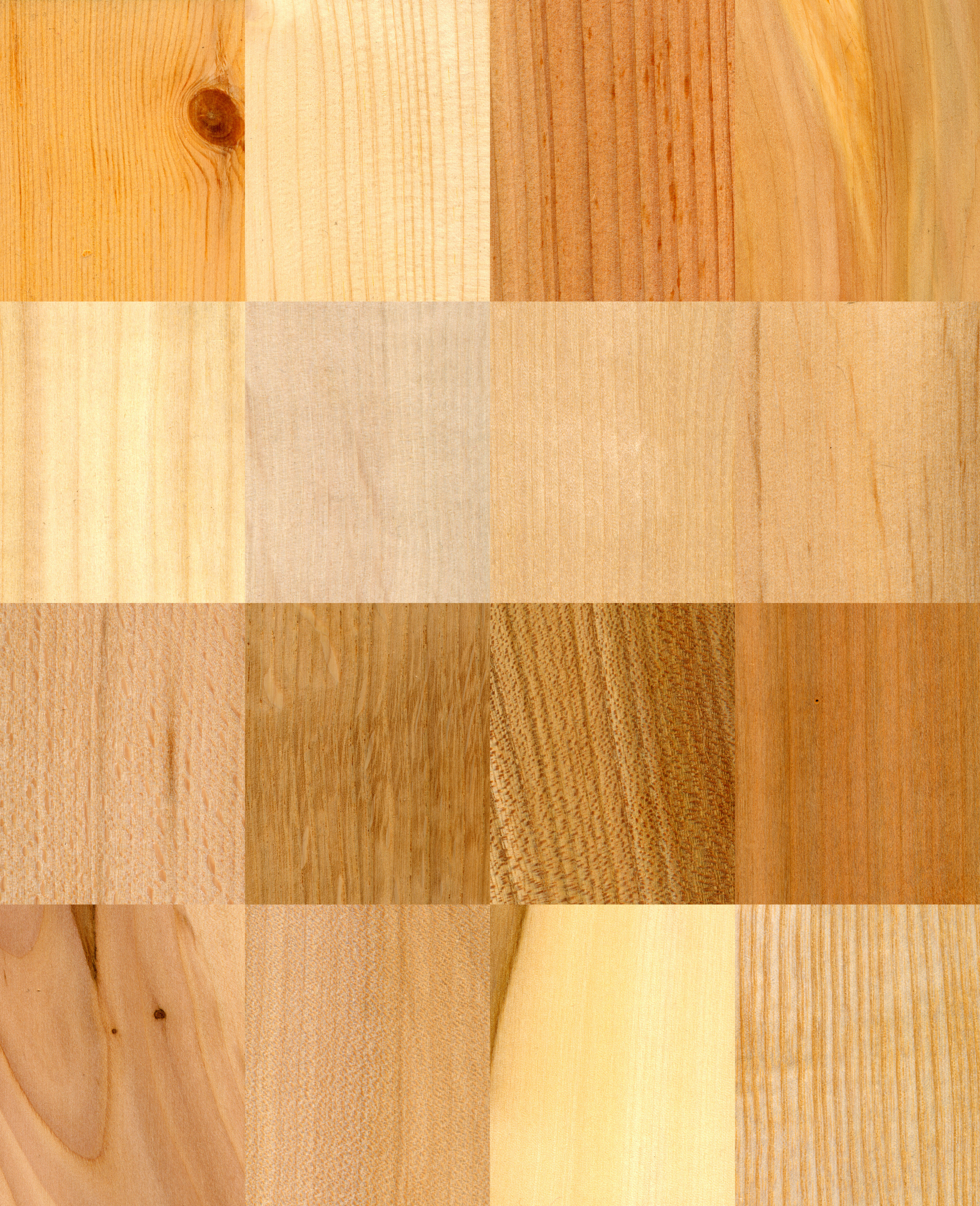
16 видів деревини: 1. Pinus sylvestris (Сосна) 2. Picea abies (Ялина) 3. Larix decidua (Модрина) 4. Juniperus communis (Яловець) 5. Populus tremula (Осика) 6. Carpinus betulus (Граб) 7. Betula pubescens (Береза) 8. Alnus glutinosa (Вільха) 9. Fagus sylvatica (Бук) 10. Quercus robur (Дуб) 11. Ulmus glabra (В'яз) 12. Prunus avium (Черешня) 13. Pyrus communis (Груша) 14. Acer platanoides (Клен) 15. Tilia cordata (Липа) 16. Fraxinus excelsior (Ясен)

- Звукопроникність — здатність матеріалу проводити звукові хвилі. Якщо стосовно теплопровідності, 16 видів деревини: 1. Pinus sylvestris (Сосна)  2. Picea abies (Ялина)  3. Larix decidua (Модрина)  4. Juniperus communis (Яловець)  5. Populus tremula (Осика)  6. Carpinus betulus (Граб)  7. Betula pubescens (Береза)  8. Alnus glutinosa (Вільха)  9. Fagus sylvatica (Бук)  10. Quercus robur (Дуб)  11. Ulmus glabra (В'яз)  12. Prunus avium (Черешня)  13. Pyrus communis (Груша)  14. Acer platanoides (Клен)  15. Tilia cordata (Липа)  16. Fraxinus excelsior (Ясен)деревина — найкращий матеріал, то щодо звукопроникності, деревина програє іншим будівельним матеріалам. Через це, під час будівництва стін і дерев'яних перекриттів необхідно використовувати додаткові матеріали (засипання), що знижують показник звукопроникності.
- Колір — своєрідна ознака, що показує якість, вік і стан деревини. Якісна й здоровіша деревина має рівномірний колір без плям і інших вкраплень. Якщо в деревині присутні вкраплення й плями, це свідчення її загнивання. Колір деревини також може змінюватися під впливом атмосферних умов.
- Запах залежить від змісту в деревині смол і дубильних речовин. Свіжозрубане дерево має сильніший запах, а в міру висихання дерева й випаровування вологи й ефірних смол запах слабшає.
- Текстура — малюнок, що утворюється при розпилюванні дерева. Площина розпилу перетинає річні кільця й шари деревини, що утворювалися в різний час, у результаті утворюється характерний візерунок річних ліній, за якими і відрізняють деревину від інших матеріалів.
- Масові показники деревини. Розрізняють густину й об'ємну масу деревини. Густина — маса одиниці об'єму деревини без врахування порожнеч і вологи. Дана маса не залежить від породи деревини й становить 1,54 г/см³. Об'ємна маса — це маса одиниці об'єму деревини в природному стані тобто з урахуванням вологи й порожнин.
- Завилькуватість — непаралельне розташування волокон дерева стосовно поздовжньої осі колоди, бруса або дошки. Буває природною і штучною, через неправильне розпилювання. Навскісний шар також сильно знижує міцність деревини на розтяг і, як наслідок, на вигин, тобто як балки, крокви, затягування застосовувати такі дошки або бруси небажано. Крім відбраковування (або правильного розпилювання) інших способів боротьби не існує. Як приклад надзавилькуватості можна навести деревину Карельської берези.

### Хімічні властивості
Основні органічні речовини, з яких складається деревина: целюлоза, лігнін і геміцелюлози.
Целюлоза — природний полімер, полісахарид з довгою ланцюговою молекулою. Формула целюлози (C6H10O5)n, де n — ступінь полімеризації, що дорівнює 6000-14000. Це дуже стійка речовина, нерозчинна у воді і звичайних органічних розчинниках (спирті, ефірі тощо), білого кольору. Пучки макромолекул целюлози у вигляді тонких волокон називаються мікрофібрилами. Вони утворюють целюлозний каркас стінки клітини. Мікрофібрили орієнтовні зазвичай уздовж довгої осі клітини, між ними знаходиться лігнін, гемоцелюлози, а також вода.
Лігнін — полімер ароматичної природи (поліфенол) складної будови; містить більше вуглецю і менше кисню, ніж целюлоза. Саме з цією речовиною пов'язаний процес одеревіння молодої клітинної стінки. Лігнін хімічно нестійкий, легко окиснюється, взаємодіє з хлором, розчиняється при нагріванні в лугах, водних розчинах сірчистої кислоти та її кислих солей.
Геміцелюлози — група полісахаридів, в яку входять пентозани (C5H8O4)n і гексозани (C6H10O5)n. Формула гексозанів на перший погляд ідентична до формули целюлози. Проте ступінь полімеризації у всіх геміцелюлоз значно менший і становить 60-200. Це свідчить про коротші ланцюжки молекул і меншу стійкість цих речовин в порівнянні з целюлозою.

## Вади деревини
Вади деревини — це недоліки окремих її ділянок, які знижують якість та обмежують можливості використання. Вади деревини можуть бути пов'язані з відхиленнями від нормальної її будови, пошкодженнями та захворюваннями. Їх поділяють на такі групи: тріщини, сучки, пошкодження комахами, грибами, трухлявинами, дефекти форми стовбура (закомелистість, збіжистість), вади будови деревини, рани, ненормальні відкладення в середині деревини, хімічні забарвлення. Вплив вад на придатність деревини для будівельних потреб залежить від їхнього місця розташування, виду, розмірів ураження, а також від призначення деревини. Сортність деревини встановлюють з урахуванням наявних вад. Їхнє походження може бути різним. Одні з них утворюються у період росту дерева, інші — у період зберігання та експлуатації.
У процесі експлуатації дерев'яних конструкцій найбільшої шкоди завдає волога. Для подовження служби деревини її декілька разів просочують однією із сумішей:
- 10 частин натуральної оліфи, 1 парафіну і 1 скипидару;
- 10 частин натуральної оліфи і 1,5 частини воску;
- натуральна оліфа та гас у пропорції 1:1.

| Категорії деревних порід | Деревні породи                                                                        | Перевідний кеофіцієнт маси | Перевідні кеофіцієнти умовного об'єму | Перевідні кеофіцієнти умовного об'єму | Перевідні кеофіцієнти умовного об'єму | Перевідні кеофіцієнти умовного об'єму | Перевідні кеофіцієнти умовного об'єму |
| ------------------------ | ------------------------------------------------------------------------------------- | -------------------------- | ------------------------------------- | ------------------------------------- | ------------------------------------- | ------------------------------------- | ------------------------------------- |
| Категорії деревних порід | Деревні породи                                                                        | Перевідний кеофіцієнт маси | Ділова деревина                       | Ділова деревина                       | Ділова деревина                       | дрова                                 | відходи                               |
| Дуже важкі               | береза Шмідта, самшит, фісташка, евкаліпт                                             | 2,43                       | 7,29                                  | 4,89                                  | 2,43                                  | 1,46                                  | 0,49                                  |
| Важкі                    | акація біла, береза кам'яна, береза чорна, груша, дуб, тис, граб, в'яз                | 2,17                       | 6,51                                  | 4,34                                  | 2,17                                  | 1,60                                  | 0,43                                  |
| Помірковано-важкі        | береза повисла, береза пухнаста, береза жовта, бук, ільм, клен польовий, яблуня, ясен | 1,86                       | 5,58                                  | 3,72                                  | 1,86                                  | 1,12                                  | 0,37                                  |
| Легкі                    | диморфант, чинар, каштан їстівний, коркове дерево амурське, сосна звичайна, вільха    | 1,57                       | 4,71                                  | 3,14                                  | 1,57                                  | 0,94                                  | 0,31                                  |
| Легкі                    | ялина, верба, кедр сибірський, липа, осика, тополя                                    | 1,29                       | 3,87                                  | 2,58                                  | 1,29                                  | 0,77                                  | 0,26                                  |
| Дуже легкі               | сосна Веймутова                                                                       | 1,00                       | 3,00                                  | 2,00                                  | 1,00                                  | 0,60                                  | 0,20                                  |

## Класифікація деревини
Механічні властивості у всіх порід вздовж і впоперек волокон відрізняються.

### За твердістю
До твердих сортів деревини відносяться червоне дерево, тик, чорне дерево, трояндове дерево, дуб, в'яз, евкаліпт та бук. Усі, крім евкаліпта, ростуть дуже повільно, і тому світові запаси практично вичерпані. До м'яких сортів деревини відноситься деревина хвойних дерев (сосни, ялини, модрини). Вони ростуть швидко і легко піддаються обробці, але вважаються деревиною низької якості. До білої деревини відноситься деревина берези, ясена, клена та явора. Усі ці дерева швидко ростуть, їхню деревину використовують для шпону і вважають дешевшою.

### За цінністю
Цінність різних порід деревини визначається їх міцністю, довговічністю і неповторністю малюнка. Окремі породи, які використовуються для виготовлення дорогих меблів, паркету, дверей, предметів інтер'єру, вважаються елітними, враховуючи початково високу вартість і обсяг зусиль та коштів, що витрачаються на їх обробку. В Україні найпоширенішими є такі породи: дуб, вишня, бук, груша, волоський горіх, клен.

### За ступенем насичення вологою
За ступенем вологості розрізняють такі види деревини:
- мокра, яка тривалий час перебувала у воді (понад 100 %);
- свіжозрубана (50…100 %);
- повітряно-суха, що довго зберігалась на повітрі (15…20 %);
- кімнатно-суха (8…12 %);
- абсолютно суха (0 %).

За умовну стандартну вологість прийнято вологість деревини, що становить 12 %.